# Кахановская
Кахановская (чечен. Ӏумаханан-Юрт) — уничтоженная станица Терского казачьего войска (Кизлярский отдел).

## География
Располагалась на территории современного Гудермеского района Чеченской Республики, у места слияния рек Сунжа и Белка. В настоящее время на этой территории располагается микрорайон Кундухово города Гудермес.

## История
По чеченским легендам и рассказам первоначально основано сподвижником имама Шамиля по имени Умаха.
Селение упоминается в «Актах, собранных Кавказской комиссией» как чеченское (ичкерийское) село. Станица основана в 1770 году на месте бывшей русской крепости под названием Умаханюртовская. В 1894 году переименована в Кахановскую, в честь почётного казака станицы Умахан — Юртовской, начальника Терской Области и Наказного Атамана Терского казачьего Войска, Семёна Васильевича Каханова. Подвергалась частым разорительным набегам со стороны чеченцев. В 1914 году станица состояла из 421 двора. Станичный земельный надел составлял 14707 десятин. При станице был хутор Новокрестьянский. 29 декабря 1917 года всё население было вырезано чеченцами, станица разрушена. Это был ответ чеченцев на обстрел со станицы Кахановской аула Шали, продолжавшийся предыдущие несколько дней.

## Население
В 1914 году в станице проживало 1925 человек, в том числе 904 мужчины и 1021 женщина. Пришлое население — 115 мужчин и 97 женщин. Национальный состав — русские православные и старообрядцы.

## Инфраструктура
В станице располагались: станичное правление, церковь Покрова Пресвятой Богородицы, 2-х классное министерское училище, церковно-приходская школа, 2 старообрядческих молитвенных дома, кредитное товарищество.